# Sabotage (1944)
Sabotage, även kallad Se opp för spioner!, är en svensk kriminalfilm från 1944 med regi och manus av Per G. Holmgren. Filmen var Holmgrens långfilmsdebut både som regissör och manusförfattare. I rollerna ses bland andra Allan Bohlin, Åke Grönberg och Emil Fjellström.

## Handling
Ett bombförsök kan i sista stund avstyras men en fråga kvarstår, vem placerade bomben? Efter spaningsarbete kommer polisen en liga på spåren och en vild jakt genom Stockholm tar sin början. Till slut kan bovarna gripas.

## Rollista
- Allan Bohlin – Bo Brännbo, poliskommissarie
- Åke Grönberg – Sluggo
- Emil Fjellström – Rovan
- Marianne Löfgren – Rosita
- Inga-Bodil Vetterlund – Eva Lange
- Naima Wifstrand – Madame Carin
- Nils Ohlin – Zingarelli
- Sven Magnusson – Max
- Torsten Hillberg – Hugo
- Egon Larsson – Leo
- Anders Frithiof – Andersson, professor
- Arne Lindblad – urmakare
- Sten Lindgren – Lund, poliskommissarie
- Curt Löwgren – portvakt
- Anna-Lisa Baude – portvaktsfru
- Arthur Fischer – detektiv
- Knut Pehrson – Björk, intendent
- Berndt Westerberg	– frisör
- Gösta Bernhard – Anton
- Nisse Ramm – boxare
- Stig Johanson – gäst på café

## Om filmen
Filmen spelades in 1944 i Stockholm. Fotografer var Karl-Erik Alberts och Elner Åkesson. Musiken komponerades av Per-Martin Hamberg och Ernfrid Ahlin. Filmen klipptes sedan av Eric Nordemar och premiärvisades den 18 september 1944 på biograferna Rivoli i Eskilstuna och Aveny i Örebro. När filmen hade premiär i Stockholm den 6 november hade titeln ändrats till Se opp för spioner!. Filmen var 102 minuter lång och tillåten från 15 år.